# Tarek Boudali
Tarek Boudali est un acteur, scénariste et réalisateur franco-marocain né le 5 novembre 1979 à Paris.
Il fait partie de la troupe comique La Bande à Fifi. Il est principalement connu pour son rôle de Sam dans le film Babysitting et pour celui de Kader Ben Gazaouira dans la série En famille sur M6.

## Biographie
Tarek Boudali, d'origine marocaine, grandit dans une cité à Boulogne-Billancourt dans les Hauts-de-Seine, près de Paris. Il est diplômé d'un brevet de technicien supérieur (BTS) Management des Unités Commerciales.
En 2012, il intègre la distribution de la série de M6, En famille, où il joue le rôle de Kader, un jeune père de famille. En 2018, il quitte la série.
Pendant qu'il joue encore dans En famille, il rencontre des succès au cinéma avec le film Babysitting, sorti en 2014, et le second opus, Babysitting 2, sorti en 2015, où il apparaît aux côtés de ses compères Julien Arruti et Philippe Lacheau.
En février 2017, la bande sort un nouveau film, Alibi.com, après une longue campagne de promotion à la rencontre des fans. Toujours en 2017, Tarek réalise son premier film, Épouse-moi mon pote, où il tient le rôle principal aux côtés de Philippe Lacheau et Julien Arruti. Il intègre en 2018 la troupe des Enfoirés,. En 2019, il double Sergeï dans Comme des bêtes 2.
En 2020,  il sort son deuxième long-métrage 30 Jours max. En 2021, il joue le rôle d'Adam dans Super-héros malgré lui de Philippe Lacheau. En juillet 2022, la comédie du réalisateur d’Olivier Baroux, Menteur devient une déception. Tirant partie des clichés des films d’action, Tarek Boudali a réalisé 3 jours max (2023), suite de 30 jours max,. En 2025, son film, Un mariage sans fin, est un remake de la comédie américaine Palm Springs qui est diffusé sur Prime Video.

## Filmographie

### Acteur

#### Théâtre
- 2008 : Qui a tué le mort ? (La Bande à Fifi)

#### Cinéma
- 2010 : L'Arnacœur de Pascal Chaumeil : le directeur de l'Hôtel Monte Carlo Bay
- 2010 : L'Italien d'Olivier Baroux : Karim Ben Saoud
- 2013 : Paris à tout prix de Reem Kherici : Tarek
- 2014 : Babysitting de Philippe Lacheau et Nicolas Benamou : Sam El Alaouid
- 2015 : Babysitting 2 de Philippe Lacheau et Nicolas Benamou : Sam El Alaouid
- 2017 : Alibi.com de Philippe Lacheau : Mehdi
- 2017 : Épouse-moi mon pote de lui-même : Yassine
- 2018 : Nicky Larson et le Parfum de Cupidon de Philippe Lacheau : Poncho, l'agent municipal
- 2018 : Brillantissime de Michèle Laroque : un parachutiste
- 2020 : 30 Jours max de lui-même : Rayane
- 2021 : Super-héros malgré lui de Philippe Lacheau : Adam
- 2022 : Menteur d'Olivier Baroux : Jérôme[12]
- 2023 : Alibi.com 2 de Philippe Lacheau : Mehdi[13]
- 2023 : 3 Jours max de lui-même : Rayane[14]
- 2025 : Un mariage sans fin de Patrick Cassir : Paul
- 2025 : Comme des riches d'Amin Harfouch
- 2026 : Le Marsupilami de Philippe Lacheau
- 2026 : Somnambule de lui-même : Adam

#### Doublage
- 2019 : Comme des bêtes 2 de Chris Renaud : Sergeï[15]

#### Télévision
- 2012 - 2018 : En famille : Kader Ben Gazaouira (saisons 1 à 7)

### Réalisateur
- 2017 : Épouse-moi mon pote
- 2020 : 30 Jours max
- 2023 : 3 Jours max
- 2026 : Somnambule

### Scénariste
- 2014 : Babysitting de Philippe Lacheau
- 2017 : Épouse-moi mon pote de lui-même
- 2020 : 30 Jours max de lui-même
- 2023 : 3 Jours max de lui-même
- 2026 : Somnambule de lui-même

## Émissions de télévision
- 2017 : Pas de ça entre nous (TF1) en tant invité
- 2017 : Les invisible (TF1) invité
- 2018 : Diversion (TF1) invité
- 2019 : Vendredi tout est permis (TF1) participant
- 2020 : Show Must Go Home (TF1) invité
- 2020 : District Z (TF1) participant
- 2021 : LOL : qui rit, sort ! participant